# Campeonato da Oceania Juvenil de Atletismo de 2002
O Campeonato da Oceania Juvenil de Atletismo de 2002 foi a 6ª edição da competição organizada pela Associação de Atletismo da Oceania para atletas com menos de 18 anos, classificados como juvenil. O campeonato foi realizado entre os dias 12 a 14 de dezembro de 2002. Teve como sede o Parque Queen Elizabeth II, na cidade de Christchurch, na Nova Zelândia, sendo disputadas 34 provas (17 masculino e 17 feminino). Teve como destaque a Austrália com 38 medalhas sendo 15 de ouro.

## Medalhistas
Resultados completos podem ser encontrados no site da Athletics Weekly  e da história mundial do atletismo júnior.  e no grupo de notícias Cool Running New Zealand. 

### Masculino
| Evento                   | Ouro                              | Ouro    | Prata                                                                | Prata   | Bronze                               | Bronze  |
| ------------------------ | --------------------------------- | ------- | -------------------------------------------------------------------- | ------- | ------------------------------------ | ------- |
| 100 metros               | Matawesi Telawa · Fiji            | 11.53 w | Brett Robinson · Austrália                                           | 11.55 w | Jone Biutilodoni · Fiji              | 11.58 w |
| 200 metros               | Cory Innes · Nova Zelândia        | 22.31   | Todd Mansfield · Nova Zelândia                                       | 22.51   | Brett Robinson · Austrália           | 22.64   |
| 400 metros               | Cameron Hewitt · Austrália        | 49.69   | Wilson Malana · Papua-Nova Guiné                                     | 51.73   | atthew Wills · Austrália             | 52.03   |
| 800 metros               | Cameron Hewitt · Austrália        | 1:56.55 | Setefano Mika · Samoa                                                | 1:57.56 | Ben McHale · Nova Zelândia           | 1:59.01 |
| 1 500 metros             | Garit Read · Nova Zelândia        | 4:16.49 | Ben McHale\| · Nova Zelândia                                         | 4:17.20 | Setefano Mika · Samoa                | 4:28.83 |
| 3 000 metros             | Garit Read · Nova Zelândia        | 8:49.56 | Guillaume Pérez · Nova Caledônia                                     | 9:32.92 | Tony Gordon · Austrália              | 9:50.52 |
| 110 metros barreiras     | Yona Pakoro · Nova Caledônia      | 15.56   | Dwain Weyers · Austrália                                             | 15.74   | Damien Ajapunhya · Nova Caledônia    | 16.04   |
| 400 metros barreiras     | Damien Ajapunhya · Nova Caledônia | 57.23   | Aaifou Faumausili · Samoa                                            | 58.44   | Tarepa Bourgery · Polinésia Francesa | 58.71   |
| Revezamento medley 800 m | Austrália                         | 1:36.75 | Nova Zelândia · Tom Davie · Cory Innes · Todd Mansfield · Ben McHale | 1:41.00 |                                      |         |
| Salto em altura          | Kumi 'Uhila · Tonga               | 1.85    | James Murphy · Austrália                                             | 1.85    | Paul Schilling · Austrália           | 1.85    |
| Salto com vara           | Johan Smallberger · Nova Zelândia | 4.05    |                                                                      |         |                                      |         |
| Salto em comprimento     | Tom Davie · Nova Zelândia         | 7.13 w  | Christian Afou · Polinésia Francesa                                  | 6.90 w  | Drew Campbell · Austrália            | 6.83 w  |
| Salto triplo             | Dwain Weyers · Austrália          | 14.03   | Tom Davie · Nova Zelândia                                            | 13.87   | Christian Afou · Polinésia Francesa  | 13.55 w |
| Arremesso de peso        | Stephen Lasei · Samoa             | 14.26   | Ben Barnes · Austrália                                               | 14.24   | Jeffrey Bowen · Tonga                | 13.55   |
| Lançamento de disco      | Stephen Lasei · Samoa             | 40.73   | Ben Barnes · Austrália                                               | 39.85   | Jeffrey Bowen · Tonga                | 33.97   |
| Lançamento do martelo    | Dwain Weyers · Austrália          | 48.59   | Ben Barnes · Austrália                                               | 45.98   | Jeffrey Bowen · Tonga                | 28.84   |
| Lançamento do dardo      | Jolame Bera · Fiji                | 66.96   | Johan Smallberger · Nova Zelândia                                    | 52.21   | Adam Montague · Austrália            | 48.11   |

### Feminino
| Evento                   | Ouro                             | Ouro     | Prata                                                                                  | Prata    | Bronze                             | Bronze   |
| ------------------------ | -------------------------------- | -------- | -------------------------------------------------------------------------------------- | -------- | ---------------------------------- | -------- |
| 100 metros               | Aimee Lynch · Nova Zelândia      | 26.14 w  | Talava Tavui · Samoa                                                                   | 26.41 w  | Elianna Suluvale · Austrália       | 26.63 w  |
| 200 metros               | Aimee Lynch · Nova Zelândia      | 26.14 w  | Talava Tavui · Samoa                                                                   | 26.41 w  | Elianna Suluvale · Austrália       | 26.63 w  |
| 400 metros               | Rachel Pederson · Austrália      | 58.34    | Nicole Burry · Austrália                                                               | 60.65    | Gilda Ihmanang · Nova Caledônia    | 63.04    |
| 800 metros               | Riana Dinsmore · Austrália       | 2:17.56  | Rachel Pederson · Austrália                                                            | 2:18.83  | Clare Goodwin · Nova Zelândia      | 2:19.32  |
| 1 500 metros             | Julia Scoones · Nova Zelândia    | 4:43.68  | Riana Dinsmore · Austrália                                                             | 4:51.63  | Angela Hallam · Austrália          | 5:00.56  |
| 3 000 metros             | Clare Goodwin · Nova Zelândia    | 10:45.17 | Angela Hallam · Austrália                                                              | 11:04.33 | Banrenga Baikia · Kiribati         | 13:17.38 |
| 100 metros barreiras     | Rachael Cullen · Austrália       | 17.39    | Nicole Palamo · Samoa                                                                  | 19.91    |                                    |          |
| 400 metros barreiras     | Nicole Burry · Austrália         | 65.98    | Gilda Ihmanang · Nova Caledônia                                                        | 68.15    | Rachel Phillips · Austrália        | 69.95    |
| Revezamento medley 800 m | Austrália                        | 1:54.98  | Nova Caledônia · Marion Becker · Laurine Vakoume · Françoise Hnepeune · Gilda Ihmanang | 2:04.34  |                                    |          |
| Salto em altura          | Susie Bray · Papua-Nova Guiné    | 1.51     | Jedda Fletcher · Ilha Norfolk                                                          | 1.50     | Kimai Dan Murdoch · Kiribati       | 1.45     |
| Salto com vara           | Amber Grogan · Nova Zelândia     | 3.30     | Marion Becker · Nova Caledônia                                                         | 2.80     | Lucie Tepea · Polinésia Francesa   | 2.80     |
| Salto em comprimento     | Elianna Suluvale · Austrália     | 5.51 w   | Margaret Teiti · Ilhas Cook                                                            | 4.85 w   | Savannah Sanitoa · Samoa Americana | 4.38 w   |
| Salto triplo             | Nicole Burry · Austrália         | 10.89    | Nicole Palamo · Samoa                                                                  | 10.09 w  | Jedda Fletcher · Ilha Norfolk      | 9.85     |
| Arremesso de peso        | Leana Bishop · Austrália         | 12.73    | Tracey Lambrechts · Nova Zelândia                                                      | 11.40    | Natalie Stuart · Austrália         | 11.22    |
| Lançamento de disco      | Leana Bishop · Austrália         | 44.13    | Danielle Volling-Geoghegan · Austrália                                                 | 37.20    | Terry Tupuna · Ilhas Cook          | 34.15    |
| Lançamento do martelo    | Kirstin Faint · Austrália        | 33.85    | Helen Samuelu · Samoa                                                                  | 22.65    | Savannah Sanitoa · Samoa Americana | 21.44    |
| Lançamento do dardo      | Lucie Tepea · Polinésia Francesa | 33.78    | Lauren Cave · Austrália                                                                | 33.04    | Helen Samuelu · Samoa              | 31.23    |

## Quadro de medalhas (não oficial)
| Ordem | País               | Medalha de ouro | Medalha de prata | Medalha de bronze | Total |
| ----- | ------------------ | --------------- | ---------------- | ----------------- | ----- |
| 1     | Austrália          | 15              | 12               | 11                | 38    |
| 2     | Nova Zelândia      | 10              | 6                | 2                 | 18    |
| 3     | Samoa              | 2               | 7                | 2                 | 11    |
| 4     | Nova Caledônia     | 2               | 4                | 2                 | 8     |
| 5     | Fiji               | 2               | 0                | 1                 | 3     |
| 6     | Polinésia Francesa | 1               | 1                | 3                 | 5     |
| 7     | Papua-Nova Guiné   | 1               | 1                | 0                 | 2     |
| 8     | Tonga              | 1               | 0                | 3                 | 4     |
| 9     | Ilhas Cook         | 0               | 1                | 1                 | 2     |
| 9     | Ilha Norfolk       | 0               | 1                | 1                 | 2     |
| 11    | Samoa Americana    | 0               | 0                | 2                 | 2     |
| 11    | Kiribati           | 0               | 0                | 2                 | 2     |
| Total | Total              | 34              | 33               | 30                | 97    |

## Participantes (não oficial)
Uma contagem não oficial rende o número de cerca de 96 atletas de 15 nacionalidades.
| - Samoa Americana (4) - Austrália (24) - Ilhas Cook (8) - Fiji (3) - Kiribati (5) | - Nauru (6) - Nova Caledônia (10) - Nova Zelândia (11) - Ilha Norfolk (2) - Papua-Nova Guiné (3) | - Samoa (6) - Ilhas Salomão (4) - Polinésia Francesa (4) - Tonga (3) - Vanuatu (3) |